# Brachyscome petrophila
Brachyscome petrophila là một loài thực vật có hoa trong họ Cúc. Loài này được G.L.Davis mô tả khoa học đầu tiên năm 1949.